# Вајт Плејнс (Њујорк)
Вајт Плејнс (енгл. White Plains) град је у америчкој савезној држави Њујорк. По попису становништва из 2010. у њему је живело 56.853 становника.

## Демографија
Према попису становништва из 2010. у граду је живело 56.853 становника, што је 3.776 (7,1%) становника више него 2000. године.
| Група             | 2000.          | 2010.          |
| Белци             | 28.743 (54,2%) | 27.805 (48,9%) |
| Афроамериканци    | 8.444 (15,9%)  | 8.070 (14,2%)  |
| Азијати           | 2.389 (4,5%)   | 3.623 (6,4%)   |
| Хиспаноамериканци | 12.476 (23,5%) | 16.839 (29,6%) |
| Укупно            | 53.077         | 56.853         |